# Pedro Raul
Pedro Raul Garay da Silva (Porto Alegre, 5 de novembro de 1996) é um futebolista brasileiro que atua como centroavante. Atualmente joga no Ceará, emprestado pelo Corinthians.

## Carreira

### Início
Nascido em Porto Alegre, Pedro Raul iniciou sua carreira como profissional pelo Cruzeiro-RS, em 2016. No mesmo ano foi emprestado ao Aimoré para a Super Copa Gaúcha, torneio de futebol profissional disputado no Rio Grande do Sul e organizado pela Federação Gaúcha de Futebol.
Depois do retorno ao clube de formação para a disputa da Série A do Campeonato Gaúcho 2017, Pedro Raul jogou apenas duas vezes pelo Cruzeiro-RS antes de ser contratado pelo Vitória de Guimarães em 12 de setembro de 2017; o centroavante compôs de imediato a equipe B para a disputa da LigaPro, o segundo escalão do sistema de ligas de futebol de Portugal.

### Atlético Goianiense
Em 21 de janeiro de 2019, Pedro Raul voltou ao seu país de origem, após fechar um contrato por empréstimo de um ano com o Atlético Goianiense. Com a devida titularidade no clube goiano durante o ano, ele conquistou o Campeonato Goiano e o acesso para a Série A de 2020.

### Botafogo
Em 17 de janeiro de 2020, Pedro Raul foi anunciado como novo reforço do Botafogo. O atacante estreou e marcou seu primeiro gol pelo clube carioca no dia 27 de janeiro, na vitória por 3–1 contra o Macaé. Apesar de ter sido o destaque do time naquele ano, não conseguiu evitar o rebaixamento para a Série B.

### Kashiwa Reysol
Como o seu contrato tinha prorrogação automática caso o jogador disputasse 60% das partidas da temporada como titular do Botafogo e sua renovação custaria 1,5 milhão de euros (já que o jogador tinha 70% do próprio passe e o Botafogo era obrigado a comprá-lo), ele foi vendido ao clube japonês Kashiwa Reysol em 11 de fevereiro de 2021, por R$ 10 milhões.

### Juárez
Em 20 de setembro de 2021, foi anunciado no clube mexicano Juárez para reforçar a equipe na Liga MX. No novo clube também atuou pouco, em apenas sete jogos, com dois gols anotados e uma assistência.

### Goiás
Em 31 de janeiro de 2022, o Goiás anunciou a contratação do centroavante. O jogador chegou por empréstimo e reforçou o elenco do time para a disputa da Série A do Brasileirão de 2022. Titular indiscutível do Esmeraldino, Pedro Raul foi um dos destaques do futebol brasileiro na temporada, onde marcou 19 gols na Série A (26 no total), sendo o segundo maior artilheiro da divisão (sete gols a menos que Germán Cano, do Fluminense). Em 14 de novembro, o jogador comunicou sua saída do clube em suas redes sociais.

### Vasco da Gama
Teve a sua contratação oficializada pelo Vasco da Gama no dia 11 de dezembro de 2022, com o clube carioca fechando acordo com o Kashiwa Reysol e pagando 2 milhões de dólares (cerca de R$ 10,4 milhões) pela contratação do atacante. Primeiro reforço anunciado oficialmente pela SAF do clube, Pedro Raul realizou sua estreia no dia 17 de de janeiro de 2023, numa derrota por 3–0 pelo River Plate, em amistoso, realizada em Orlando.
Sua estreia em jogos oficiais ocorreu em 23 de janeiro, na vitória por 2–0 sobre a Portuguesa–RJ, pelo Campeonato Carioca. Marcou seus dois primeiros gols pelo clube no dia 2 de fevereiro, na goleada por 5–0 sobre o Resende, pelo estadual. O jogador continuou sua passagem pelo clube carioca entre muita oscilação; ainda que tivesse balançado as redes contra Botafogo, Boavista e Bangu, ele estava se ausentando de marcar em mais partidas relevantes. Nas semifinais do Carioca, Pedro Raul deu uma assistência no jogo de ida para Alex Teixeira marcar na derrota por 3–2 para o Flamengo, mas, no jogo de volta, nada pôde fazer na derrota por 3–1.
Pela Copa do Brasil, o atacante marcou um gol na estreia vascaína na competição contra o Trem, do Amapá. Passando de fase e enfrentando o ABC, após um empate no tempo normal, Pedro Raul teve a chance para classificar o clube de São Januário. No entanto, o jogador desperdiçou e isolou a bola, vendo o Vasco ser eliminado nos pênaltis. Com esse erro, o atacante havia perdido todos os três pênaltis que cobrou desde que chegou ao clube carioca. Inclusive, na partida contra o Trem, o volante Jair foi responsável pela cobrança, algo que continuou acontecendo nas penalidades para o Gigante da da Colina.
Estreando no Campeonato Brasileiro, Pedro marcou um gol no empate em 2–2 contra o Palmeiras, no Maracanã, pela 2ª rodada. O jogador voltaria a balançar as redes em outro empate, dessa vez por 1–1 contra o Fluminense. Após isso, o centroavante ficou 10 partidas sem participar de gols. Com isso, além da má fase do clube vascaíno (que estava na zona de rebaixamento desde a 8ª rodada), a torcida ficou ainda mais crítica ao jogador — que havia chegado como esperança de gols para o clube, ainda que sua média de gols estivesse relativamente positiva. Após se acertar com um time da Liga MX, o brasileiro deixou o Rio de Janeiro com nove gols em 25 jogos, sendo dois pelo Brasileirão.

### Toluca
Em julho de 2023, o Toluca, do México, demonstrou interesse no jogador e fez uma proposta de US$ 5 milhões (24 milhões de reais), mais que o dobro do valor pago pelo Vasco ao Goiás. A oferta para o jogador era de quatro anos de contrato, com salário de 1,4 milhão de dólares por ano e um aumento de 50 mil dólares em cada temporada. Pedro Raul fez seu primeiro jogo pelo Toluca no dia 27 de julho, jogando pela segunda rodada da fase de grupos da Copa das Ligas. Na partida contra o Nashville, dos Estados Unidos, o time mexicano venceu por 4–3.
No primeiro jogo como titular no Toluca, em 31 de julho, Pedro Raul fez seu primeiro gol contra o Colorado Rapids, pela Copa das Ligas. Ao final da primeira temporada, o brasileiro não correspondeu às expectativas do time mexicano. O atacante fizera quatro gols em 19 partidas e o Toluca estava disposto a negociar o atleta no início de 2024 por conta do seu baixo desempenho. Em 1 de fevereiro de 2024, o clube mexicano despediu-se do atleta.

### Corinthians
Em 2 de fevereiro de 2024, foi anunciado pelo Corinthians com contrato até 2028. A negociação foi de 5 milhões de dólares, cerca de 24 milhões de reais, por 100% dos direitos econômicos do atleta. Pedro Raul foi apresentado oficialmente no dia seguinte, no CT Joaquim Grava. Realizou sua estreia no dia 4 de fevereiro, numa derrota por 3–1 para o Novorizontino, na Neo Química Arena, válida pelo Campeonato Paulista 2024. Marcou seu primeiro gol com a camisa do Timão em 2 de março de 2024, na vitória por 3–2 contra o Santo André, em casa, pelo Estadual. Em 2024, Pedro Raul nas primeiras sete partidas, fez três gols, mas parou por aí. O último gol foi marcado em 9 de abril. Com pouco espaço, passou a ser um reserva quase inutilizado no Corinthians de Ramón Díaz. Encerrou atemporada com 33 jogos, três gols, duas assistências, 1272 minutos em campo.  Em 27 de março, foi campeão do Campeonato Paulista 2025 após o Corinthians empatar com o Palmeiras em 0x0, porém o jogo de ida o Corinthians venceu por 1-0. O atacante foi considerado campeão por ter atuado na competição pelo clube paulista.

### Ceará
Em 22 de fevereiro de 2025, foi anunciado pelo Ceará por empréstimo até o final da temporada. No time nordestino tornou-se campeão cearense marcando o gol do título.

## Estatísticas
Atualizadas até 15 de abril de 2025.
Clubes
| Clube                  | Temporada         | Campeonato nacional | Campeonato nacional | Campeonato nacional | Copa nacional[a] | Copa nacional[a] | Copa nacional[a] | Competições continentais[b] | Competições continentais[b] | Competições continentais[b] | Outros torneios[c] | Outros torneios[c] | Outros torneios[c] | Total | Total | Total   |
| Clube                  | Temporada         | Jogos               | Gols                | Assist.             | Jogos            | Gols             | Assist.          | Jogos                       | Gols                        | Assist.                     | Jogos              | Gols               | Assist.            | Jogos | Gols  | Assist. |
| ---------------------- | ----------------- | ------------------- | ------------------- | ------------------- | ---------------- | ---------------- | ---------------- | --------------------------- | --------------------------- | --------------------------- | ------------------ | ------------------ | ------------------ | ----- | ----- | ------- |
| Cruzeiro–RS            | 2017              | —                   | —                   | —                   | —                | —                | —                | —                           | —                           | —                           | 2                  | 0                  | 0                  | 2     | 0     | 0       |
| Cruzeiro–RS            | Total             | —                   | —                   | —                   | —                | —                | —                | —                           | —                           | —                           | 2                  | 0                  | 0                  | 2     | 0     | 0       |
| Vitória de Guimarâes B | 2017–18           | 15                  | 4                   | 0                   | —                | —                | —                | —                           | —                           | —                           | —                  | —                  | —                  | 15    | 4     | 0       |
| Vitória de Guimarâes B | 2018–19           | 9                   | 0                   | 0                   | —                | —                | —                | —                           | —                           | —                           | —                  | —                  | —                  | 9     | 0     | 0       |
| Vitória de Guimarâes B | Total             | 24                  | 4                   | 0                   | —                | —                | —                | —                           | —                           | —                           | —                  | —                  | —                  | 24    | 4     | 0       |
| Atlético Goianiense    | 2019              | 35                  | 8                   | 2                   | 3                | 2                | 0                | —                           | —                           | —                           | 9                  | 4                  | 0                  | 47    | 14    | 2       |
| Atlético Goianiense    | Total             | 35                  | 8                   | 2                   | 3                | 2                | 0                | —                           | —                           | —                           | 9                  | 4                  | 0                  | 47    | 14    | 2       |
| Botafogo               | 2020              | 25                  | 7                   | 1                   | 7                | 1                | 0                | —                           | —                           | —                           | 7                  | 4                  | 1                  | 39    | 12    | 2       |
| Botafogo               | Total             | 25                  | 7                   | 1                   | 7                | 1                | 0                | —                           | —                           | —                           | 7                  | 4                  | 1                  | 39    | 12    | 2       |
| Kashima Reysol         | 2021              | 8                   | 3                   | 2                   | 3                | 0                | 1                | —                           | —                           | —                           | —                  | —                  | —                  | 11    | 3     | 3       |
| Kashima Reysol         | Total             | 8                   | 3                   | 2                   | 3                | 0                | 1                | —                           | —                           | —                           | —                  | —                  | —                  | 11    | 3     | 3       |
| Juárez                 | 2022              | 7                   | 2                   | 1                   | —                | —                | —                | —                           | —                           | —                           | —                  | —                  | —                  | 7     | 2     | 1       |
| Juárez                 | Total             | 7                   | 2                   | 1                   | —                | —                | —                | —                           | —                           | —                           | —                  | —                  | —                  | 7     | 2     | 1       |
| Goiás                  | 2022              | 34                  | 19                  | 2                   | 5                | 0                | 0                | —                           | —                           | —                           | 11                 | 7                  | 0                  | 50    | 26    | 2       |
| Goiás                  | Total             | 34                  | 19                  | 2                   | 5                | 0                | 0                | —                           | —                           | —                           | 11                 | 7                  | 0                  | 50    | 26    | 2       |
| Vasco da Gama          | 2023              | 12                  | 2                   | 0                   | 2                | 1                | 0                | —                           | —                           | —                           | 11                 | 6                  | 3                  | 25    | 9     | 3       |
| Vasco da Gama          | Total             | 12                  | 2                   | 0                   | 2                | 1                | 0                | —                           | —                           | —                           | 11                 | 6                  | 3                  | 25    | 9     | 3       |
| Toluca                 | 2023–24           | 14                  | 2                   | 0                   | 4                | 2                | 1                | —                           | —                           | —                           | —                  | —                  | —                  | 18    | 4     | 1       |
| Toluca                 | 2024–25           | 1                   | 0                   | 0                   | —                | —                | —                | —                           | —                           | —                           | —                  | —                  | —                  | 1     | 0     | 0       |
| Toluca                 | Total             | 15                  | 2                   | 0                   | 4                | 2                | 1                | —                           | —                           | —                           | —                  | —                  | —                  | 19    | 4     | 1       |
| Corinthians            | 2024              | 19                  | 0                   | 0                   | 3                | 1                | 0                | 6                           | 1                           | 1                           | 4                  | 1                  | 0                  | 33    | 3     | 1       |
| Corinthians            | 2025              | 0                   | 0                   | 0                   | 0                | 0                | 0                | 0                           | 0                           | 0                           | 6                  | 1                  | 0                  | 6     | 1     | 0       |
| Corinthians            | Total             | 19                  | 0                   | 0                   | 3                | 1                | 0                | 6                           | 1                           | 1                           | 10                 | 2                  | 0                  | 39    | 4     | 1       |
| Ceará                  | 2025              | 11                  | 6                   | 0                   | 1                | 1                | 0                | —                           | —                           | —                           | 5                  | 4                  | 0                  | 10    | 9     | 0       |
| Ceará                  | Total             | 4                   | 4                   | 0                   | 1                | 1                | 0                | —                           | —                           | —                           | 5                  | 4                  | 0                  | 10    | 9     | 0       |
| Total na carreira      | Total na carreira | 183                 | 49                  | 8                   | 28               | 8                | 2                | 6                           | 1                           | 1                           | 55                 | 27                 | 4                  | 273   | 87    | 15      |

- a. ^ Jogos da Copa do Brasil, Copa do Imperador, Copa da Liga Japonesa e Copa das Ligas
- b.^  Jogos da Copa Sul-americana
- c. ^ Jogos do Campeonato Gaúcho, Campeonato Goiano, Campeonato Carioca, Campeonato Paulista, Campeonato Cearense e Copa do Nordeste

## Títulos
Atlético Goianense
- Campeonato Goiano: 2019

Ceará
- Campeonato Cearense: 2025[51]

#### Corinthians
- Campeonato Paulista: 2025

Prêmios individuais
- Seleção do Campeonato Brasileiro: 2022[52]